# Экман, Йёста (младший)
Ханс Йёста Густав Экман (швед. Hans Gösta Gustaf Ekman; 28 июля 1939, Стокгольм, Швеция — 1 апреля 2017, там же) — шведский актёр, комик и режиссёр театра и кино. Известен своей актёрской работой в сериале Jönssonligan и серии короткометражных фарс-комедий «Papphammar».

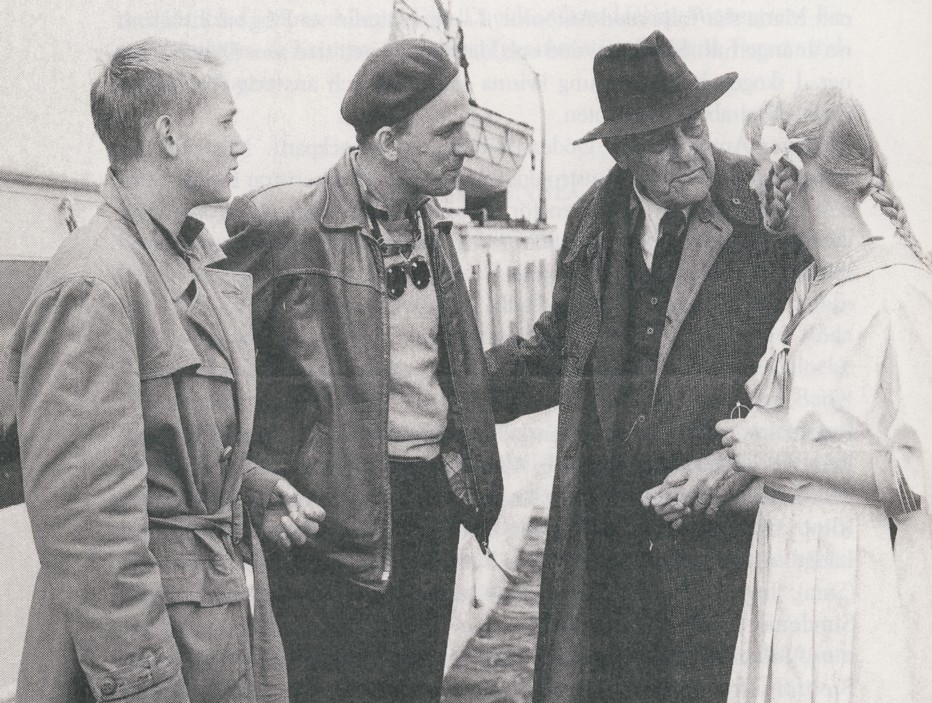
Экман, Ингмар Бергман, Виктор Шёстрём, Лана Бергман на съёмках фильма «Земляничная поляна», 1957 год

## Биография и карьера
Родился в семье режиссёра Хассе и Агнеты Экман (урождённой Врангель). Являлся представителем третьего поколения известных шведских актёров. Первое поколение представлял его дед, актёр Йёста Экман старший, второе — отец Хассе Экман, успешный режиссёр и актёр. Также актёрами театра являлись его братья Стефан Экман и Микаел Экман, сценический режиссёр, и его племянница, актриса Санна Экман. С 1989 года Хассе Экман был женат на артистке и кинорежиссёре Марии-Луизе Экман (прежняя её фамилия De Geer Bergenstråhle, а девичья фамилия Fuchs). Иногда Экман появляется в титрах как Gösta Ekman, Jr., чтобы избежать путаницы с его знаменитым дедом.
С 1956 по 1961 годы он работал помощником режиссёра на Per-Axel Branner, Хассе Экмана, Stig Olin, Bengt Ekerot и Игмара Бергмана. Начал свою актёрскую карьеру с работы в театрах, таких как Alléteatern с 1956 по 1957 годы, Munkbroteatern в 1959 и Stockholm City Theatre в 1960. В 1963 году он начал длительное сотрудничество с Гансом Альфредсоном и Тэгом Дэниэльсоном в съёмках «Konstgjorda Pompe» в Грёна Лунд. Именно благодаря этой работе Йёста Экман стал известен широкой общественности. Свой талант он вскоре снова продемонстрировал в «Gula Hund» 1964 года, а в 1980-х снялся в короткометражном комедийном сериале «Papphammar».
Посвятил себя не только комедии, он и сыграл серьёзные знаковые роли в кино и на сцене, проработав в 1960-х и в 1970-х в городском театре в Стокгольме. Также он стал одним из основателей театра Turteatern.
Большой успех актёру принесла роль персонажа Charles-Ingvar "Sickan" Jönsson в первых пяти эпизодах шведского сериала Jönssonligan. В 1978 году снялся в главной роли в фильме «Приключения Пикассо».
Однако он более знаменит своими комедийными работами, особенно сотрудничеством с комедийным дуэтом Hasseåtage, а также в фильмах, в которых играл ведущие роли. Его роли  включают в себя ряд жанров, в том числе драматические полицейские сериалы, где он сыграл вымышленного шведского комиссара полиции Мартина Бека.
В качестве режиссёра дебютировал, сняв в 1985 году фильм «Morrhår och ärtor». В 1990-х снялся во многих фильмах своей жены Марии-Луизы Экман, включая шведско-немецкий сериал с уже упомянутым полицейским персонажем.
После официального ухода в 2003 году из театра и кино, он вернулся к работе в 2005, исполнив ведущие роли в двух фильмах — «Asta Nilssons sällskap» и «Pingvinresan». В 2007 году он сделал постановку пьесы «Gäckanden» для шведского королевского драматического театра в Стокгольме.

## Личная жизнь
В 1963–1974 был женат на Фатиме Свендсен (р. 1944), приёмной дочери Карла Герхарда, с которой в 1964 году у них родился сын Монс Экман. Затем был женат на Pia Harahap (р. 1955), с которой у них двое приёмных детей. С 1989 года женат на Марии-Луизе Экман (р. 1944).

## Награды и премии
- 1993 год: премия шведского кино «Золотой жук» — за роль полицейского Мартина Бека в получившем эту же премию фильме «Человек с балкона»[англ.] по одноимённой новелле[англ.] Майи Шевалль и Пера Валё.
- 2008 год: специальная премия Hedersguldbaggen (почётная награда премии «Золотой жук») за деятельность в кино и театре.
- Litteris et Artibus (2007)